# منتخب نيوزيلندا لكرة الشبكة
منتخب نيوزيلندا الوطني لكرة الشبكة (بالإنجليزية: New Zealand national netball team)‏ هو ممثل نيوزيلندا الرسمي في المنافسات الدولية في كرة الشبكة.